# Катовице (Стракоњице)
Катовице (чеш. Katovice) је насељено мјесто са административним статусом варошице (чеш. městys) у округу Стракоњице, у Јужночешком крају, Чешка Република.

## Становништво
Према подацима о броју становника из 2014. године насеље је имало 1.339 становника.